# Leitschienenbahn

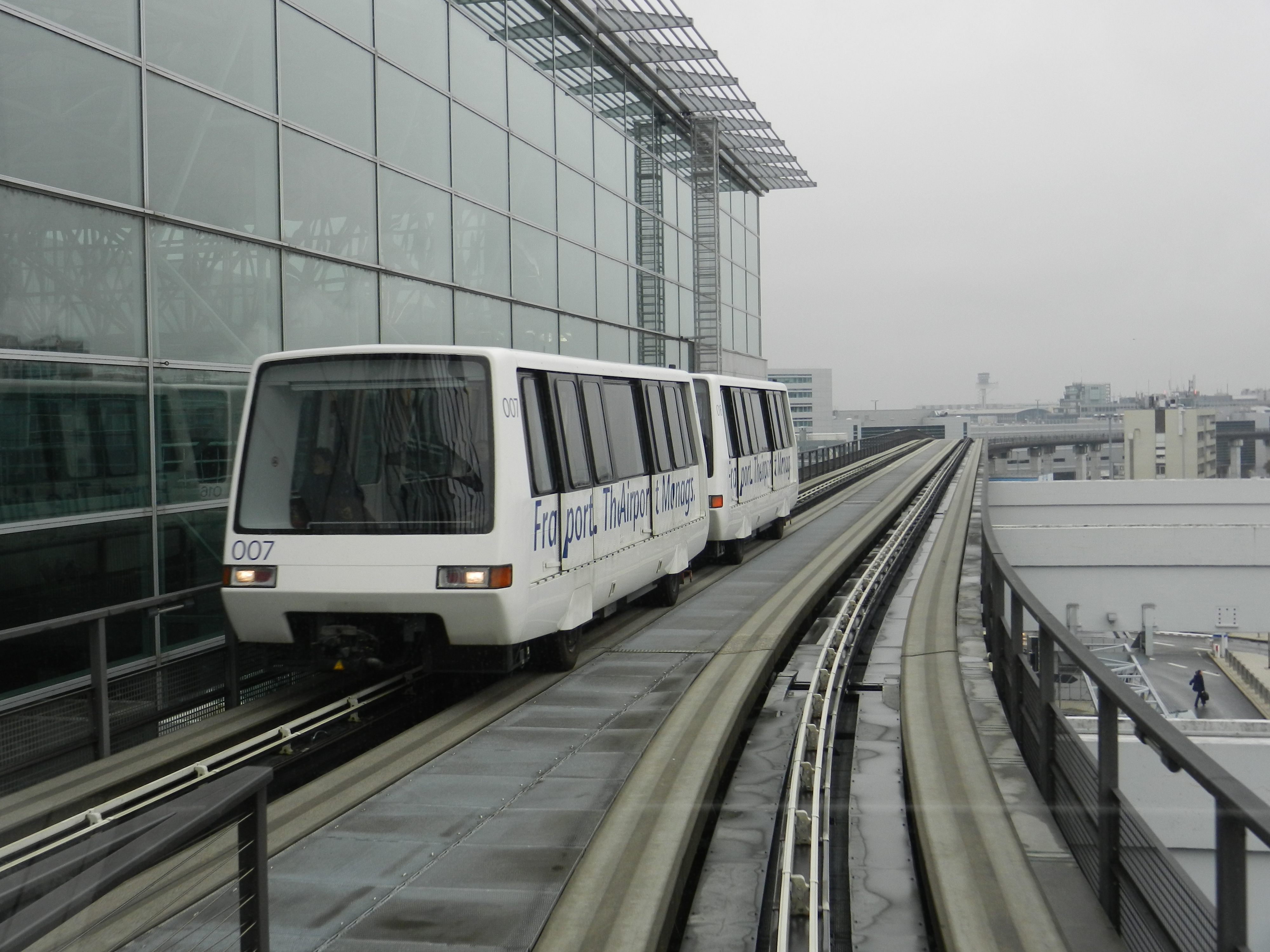
Fahrweg und Fahrzeuge der Leitschienenbahn SkyLine am Flughafen Frankfurt Main

Leitschienenbahnen sind Bahnsysteme, deren Fahrzeuge durch eine mittig im Fahrweg angebrachte Führungsschiene in der Spur gehalten werden. Ursprünglich wurden sie auch für den Verkehr auf Eisenbahngleisen konzipiert, die Wagen heutiger Leitschienenbahnen rollen jedoch auf Gummireifen.

## Entwicklung
Schon bei geringfügigen Abweichungen von der vorgegebenen Spur, zu hoher Geschwindigkeit oder äußeren Einflüssen besteht die Gefahr, dass die Spurkränze der Räder eines Eisenbahnfahrzeugs den Kontakt mit den Schienen verlieren. Die Leitschienenbahn sollte dieses Problem der Entgleisungsgefahr lösen, indem eine in der Mitte des Fahrwegs installierte Leitschiene das Fahrzeug mittels Führungsrollen in der Spur hält.
Die Idee der Leitschienenbahn hatte der Ingenieur Franz Kruckenberg, der später durch den von ihm entwickelten Schienenzeppelin berühmt wurde. Im September 1928 erhielt er gemeinsam mit Curt Stedefeld das Patent für eine Bahn, deren Fahrzeug durch waagerecht angebrachte Führungsrollen beiderseits einer in der Mitte des Gleises angebrachten Leitschiene zwangsgeführt wurde. Dessen stählerne Tragräder konnten daher ohne Spurkränze auf den Schienen laufen. Zweck der Konstruktion sollte sein, einen mit hoher Geschwindigkeit fahrenden Fernverkehrstriebwagen entgleisungssicher zu machen. Da Kruckenberg störende Witterungseinflüsse wie Eis und Schnee als unüberwindbare Probleme ansah, verfolgte er das Projekt aber nicht weiter.
Fritz Heyner, ein Mitarbeiter Kruckenbergs, erhielt ebenfalls im September 1928 ein ähnliches Patent. Die Fahrzeuge seines Systems wiesen gummibereifte Räder auf, die auf Spurbalken aus Holz, Beton oder Eisen liefen.
Heiner Kuch und Heinrich Jacobi gelten als eigentliche Erfinder der Leitschienenbahn. Am 30. September 1933 erhielt Kuch ein Patent für die „zwangsläufige Radlenkung mittels an einer mittleren Führungsschiene anliegenden Leitrolle“. Er sah eine ebene Fahrbahn aus Beton vor; beiderseits der Leitschiene gab es je zwei Leitrollen unterschiedlichen Durchmessers, die in verschiedenen Höhen angebracht waren. Diese Anordnung sollte ein Entgleisen auch in stark überhöhten Kurven vermeiden. Statt auf direktem Weg sollten die Lenkkräfte über Hebel- und Federgestänge auf die Drehgestelle übertragen werden. Dadurch stellten sich die Tragräder beim Übergang in eine Kurve ohne Ruck radial ein. Da es seinerzeit noch keine für hohe Geschwindigkeiten geeigneten Reifen gab, sollten bei mehr als 150 km/h spurkranzlose Stahlkegel zum Einsatz kommen, die auf flachen Schienen rollen. Diese Kegel waren an den Außenseiten der Gummiräder angebracht und liefen bei niedrigeren Geschwindigkeiten unbelastet mit.
Bereits im März 1930 hatte Kuch eine Modellanlage seiner Bahn im Maßstab 1:33 vorgestellt, zu einer Fertigung in Originalgröße kam es nicht. Die durch den Zweiten Weltkrieg unterbrochene Entwicklung setzte Kuch nach 1945 fort. 1951 erhielt er ein Patent für schräg geschnittene bzw. sich überlappende Schienenenden, das das Problem der Schienenstöße und -lücken lösen sollte. Auf einer ca. 200 m langen Anlage lief 1953 bei der Deutschen Verkehrsausstellung in München erneut ein Modell seiner Leitschienenbahn im Maßstab 1:33.
In den 1960er Jahren schuf Kuch die „verbesserte Leitschienenbahn“, deren Fahrzeuge auch von seitlichen Begrenzungen geführt oder von Hand gesteuert werden konnten. Damit hatte er das Prinzip des Spurbusses, aber auch anderer Bahnen mit seitlicher Spurführung (VAL, AGT), erdacht. Um die Fahrbahn auch für den übrigen Verkehr nutzbar zu machen, verlegte er 1962 die Mittelschiene in die Fahrbahnoberfläche. Diese Lösung findet sich heute bei den Tramways sur pneumatiques.

## Realisierte Bahnen

### Japan

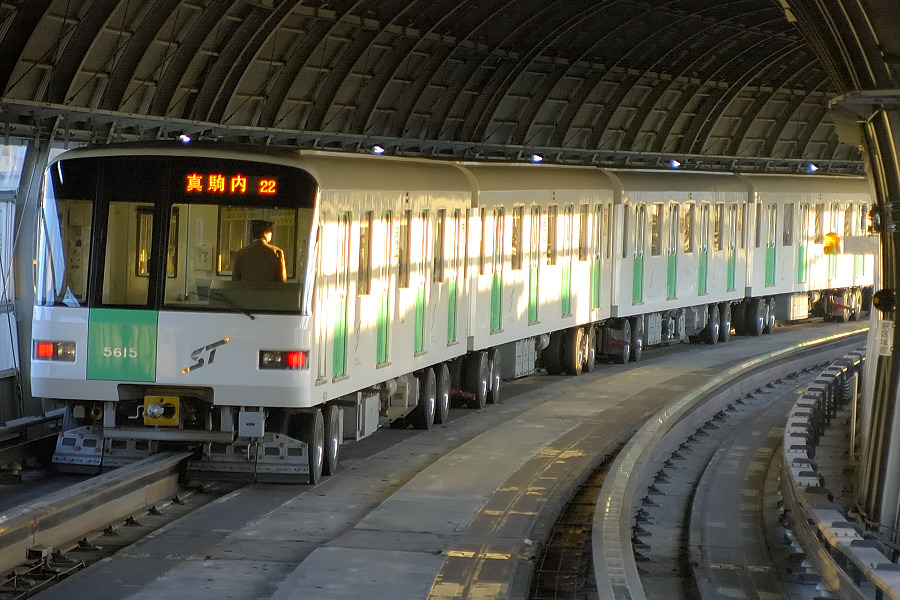
Zug der Namboku-Linie der U-Bahn Sapporo

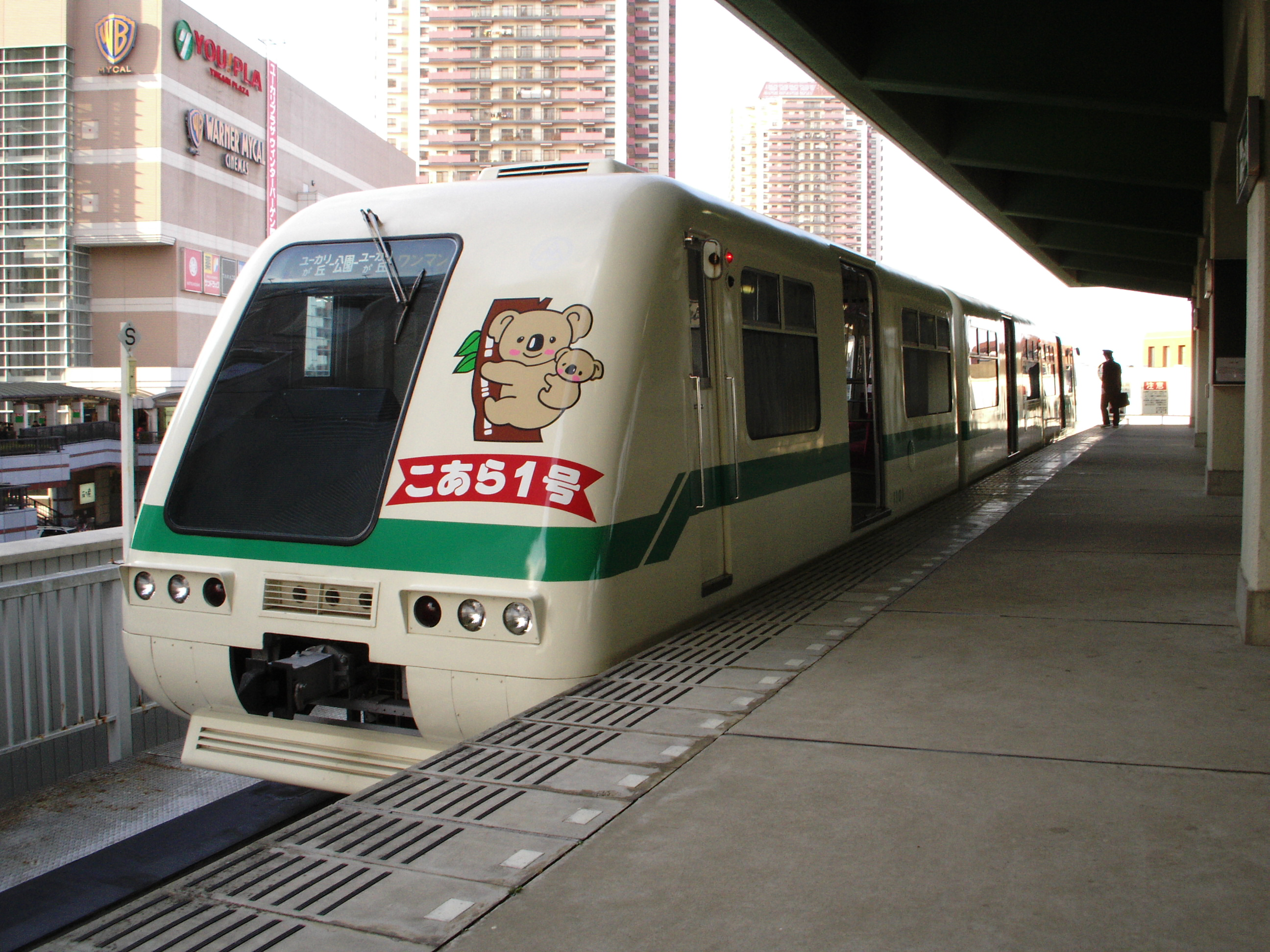
Zug der Yūkarigaoka-Linie in Sakura

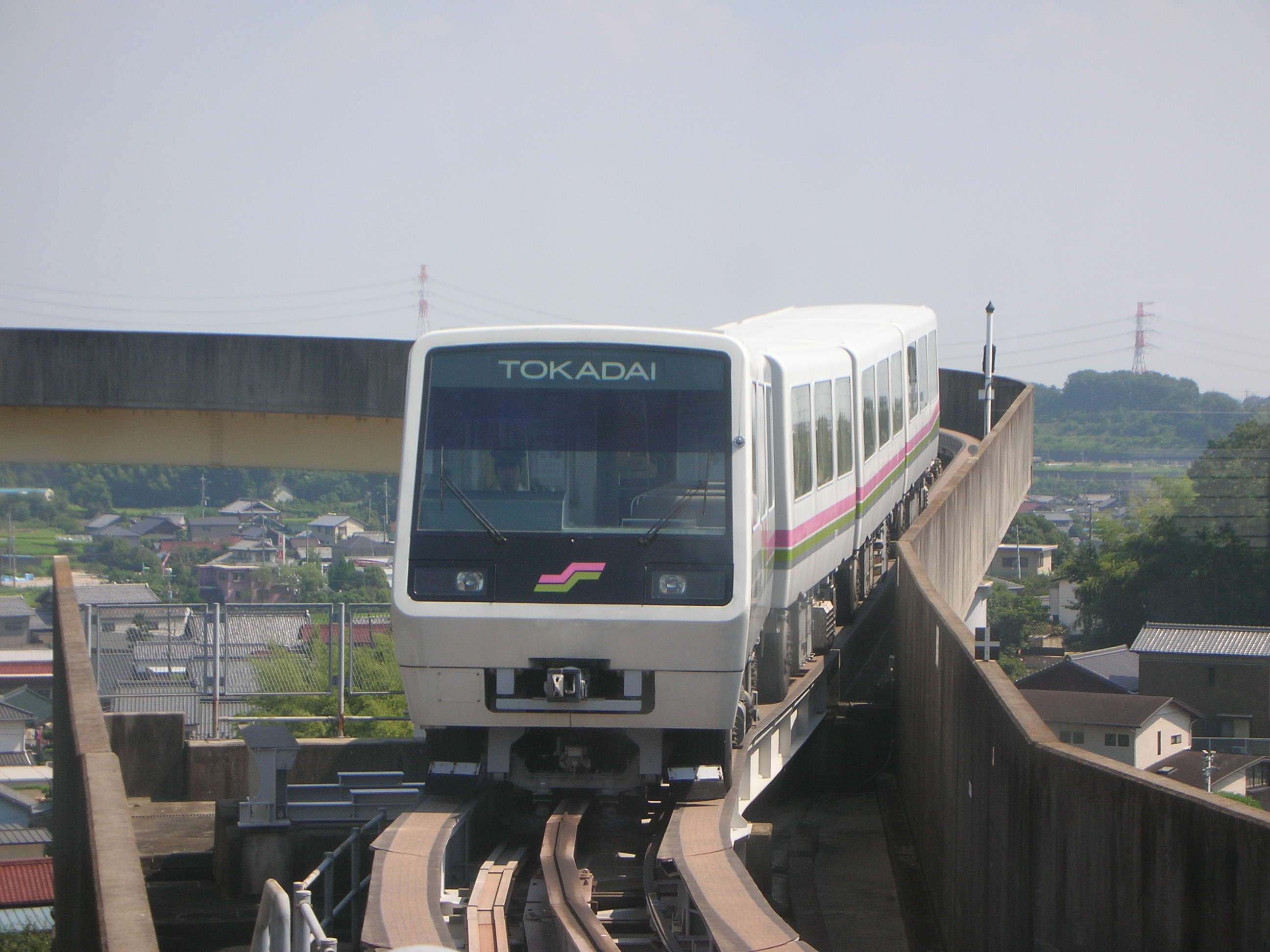
Peachliner in Komaki, 2006

In der japanischen Millionenstadt Sapporo wurde eine der ersten – und die bis heute umfangreichste – Leitschienenbahn gebaut. Die Planung für die dortige U-Bahn reicht in das Jahr 1962 zurück, deren Bau wurde 1969 unter Verzicht auf das herkömmliche Rad-Schiene-System begonnen. Kurz vor dem Beginn der Olympischen Winterspiele wurde am 16. Dezember 1971 die Namboku-Linie eröffnet. Deren Züge laufen mit gasgefüllten Gummireifen auf einer Fahrbahn aus Beton mit einer Oberfläche aus Epoxydharz. Die Spurführung erfolgt über an einer Mittelschiene, die ein einfaches T-Profil aufweist, angepresste Leiträder. Über eine seitliche Stromschiene werden die Triebwagen mit einer Gleichspannung von 750 V versorgt.
Die Gummibereifung wurde wegen der geringeren Vibrationen und des niedrigeren Lärms, vor allem aber auch wegen der höheren Reibungswerte gewählt. Letztere führen zu einem besseren Beschleunigungs- und Bremsverhalten, was bei kurzen Haltestellenabständen die Reisegeschwindigkeit erhöht. Zudem können steilere Rampen als beim konventionellen Rad-Schiene-System befahren werden.
1976 und 1988 wurden in Sapporo mit der Tōzai-Linie und der Tōhō-Linie zwei weitere Strecken in Betrieb genommen. Auch dort werden die Züge von Leitschienen geführt. Ihre Fahrspuren bestehen aus Stahlplatten, die auf Querschwellen oder – auf einigen Abschnitten der Tōzai-Linie – direkt auf dem Beton liegen. Die Züge dieser beiden Linien erhalten ihren Fahrstrom (1500 V Gleichspannung) über Oberleitungen.
Im Stadtteil Yūkarigaoka der Großstadt Sakura wurde in den Jahren 1982/83 eine Leitschienenbahn gebaut. Die 4,1 km lange Yūkarigaoka-Linie wird mit 750 V Gleichspannung betrieben und weist sechs Stationen auf.
Die am 25. März 1991 eröffnete, 7,4 km lange Peachliner in Komaki bei Nagoya war eine Leitschienenbahn mit Endschleifen, deren im Einrichtungsbetrieb verkehrende Vier-Wagen-Züge von Fahrern bedient wurden. Am 30. September 2006 wurde die Bahn stillgelegt.

### USA
In den 1960er Jahren begann in den USA eine verstärkte Suche nach alternativen Verkehrssystemen, die in ihrer Verwirklichung zum Teil sehr futuristisch wirkten. Zunächst interessierten sich vornehmlich Flughäfen und Vergnügungsparks für die angebotenen Lösungen. Als die Regierungsstellen eine weitgehende staatliche Förderung in Aussicht stellten, wuchs auch das Interesse kommunaler Behörden.
Dem Prinzip der Leitschienenbahn entspricht das von der  Westinghouse Transportation Systems entwickelte und an deren Standort Pittsburgh gebaute System. Dort entstanden mehrere Anlagen für verhältnismäßig kleine Fahrzeuge des Typs Peoplemover wie der C-100 und dessen Weiterentwicklung CX-100 des Jahres 1994. Eine anpassungsfähige Trassierung ist durch einen Wendekreis von nur 22 m und ein Steigungsvermögen von bis zu 10 % möglich; die Fahrbahn kann sowohl aufgeständert als auch ebenerdig oder im Tunnel verlaufen. Zugverbände von bis zu vier Einzelfahrzeugen können gebildet werden.

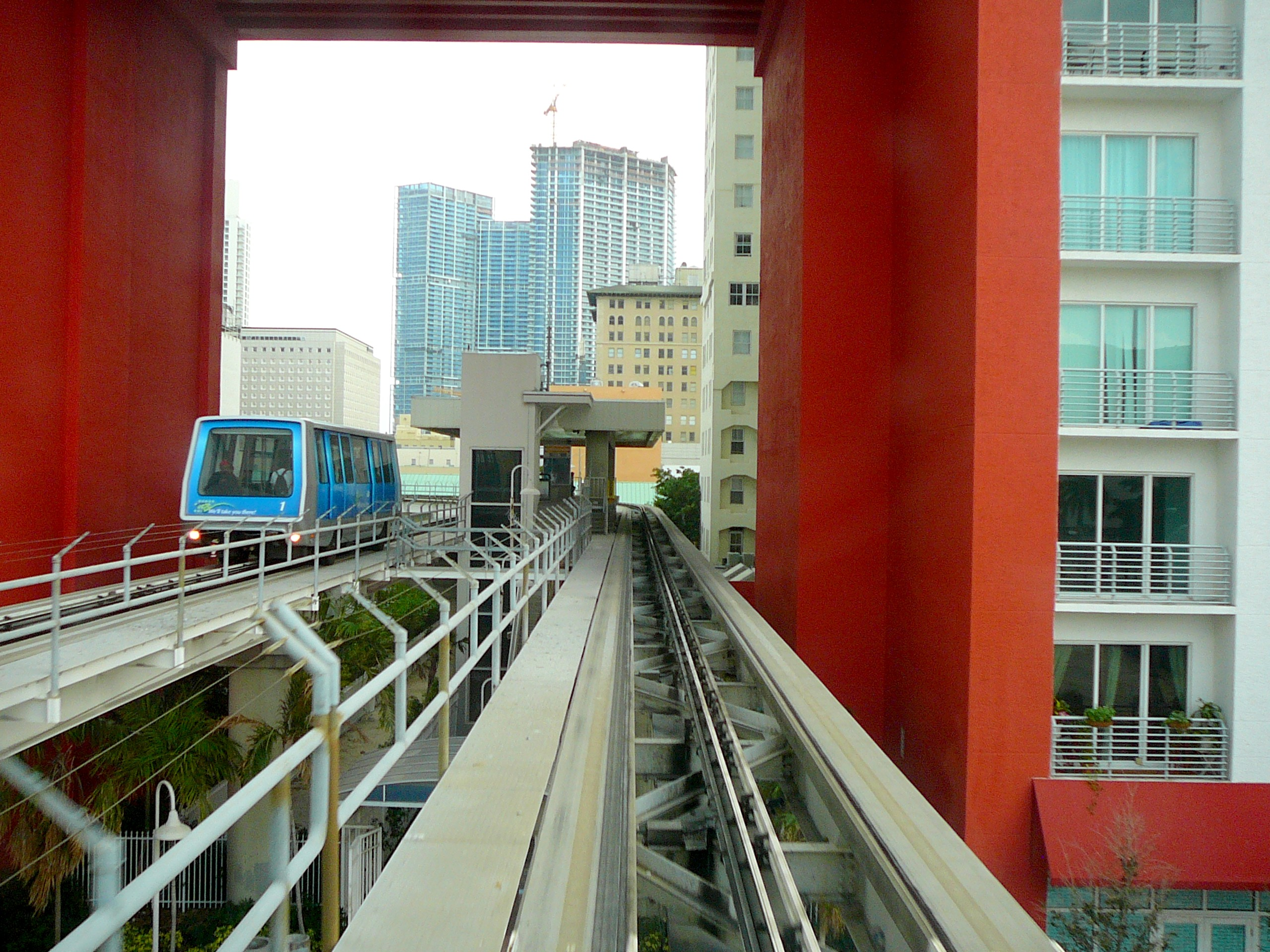
Miami-Dade Metromover

Erstmals angewandt wurde das System 1971 beim Tampa International Airport, 1973 folgte der Seattle-Tacoma International Airport und 1980 der Hartsfield–Jackson Atlanta International Airport. 1981 kam der Orlando International Airport, 1983 der Flughafen McCarran International (Las Vegas), in den 1990er Jahren die Flughäfen Pittsburgh International Airport, Denver International Airport, George Bush Intercontinental Airport (Houston), seit 2000 der San Francisco International Airport und der Dallas/Fort Worth International Airport hinzu.
1986 wurde der Miami-Dade Metromover eröffnet, eine öffentliche Leitschienenbahn in der Innenstadt von Miami im US-Bundesstaat Florida.

### Deutschland
Einzige Leitschienenbahn Deutschlands ist die SkyLine am Flughafen Frankfurt Main. Dieses vollautomatische Personentransportsystem des Typs CX-100 wurde 1994 in Betrieb genommen. Zu den anfangs acht in Pittsburgh gebauten Fahrzeugen kamen 1996 zehn weitere hinzu. 2003 benutzten über 7 Millionen Fahrgäste die Bahn, deren Zwei-Wagen-Züge jeweils aus einem Fahrzeug für Auslands- und einem für Schengenpassagiere gebildet sind.

### Übrige Welt

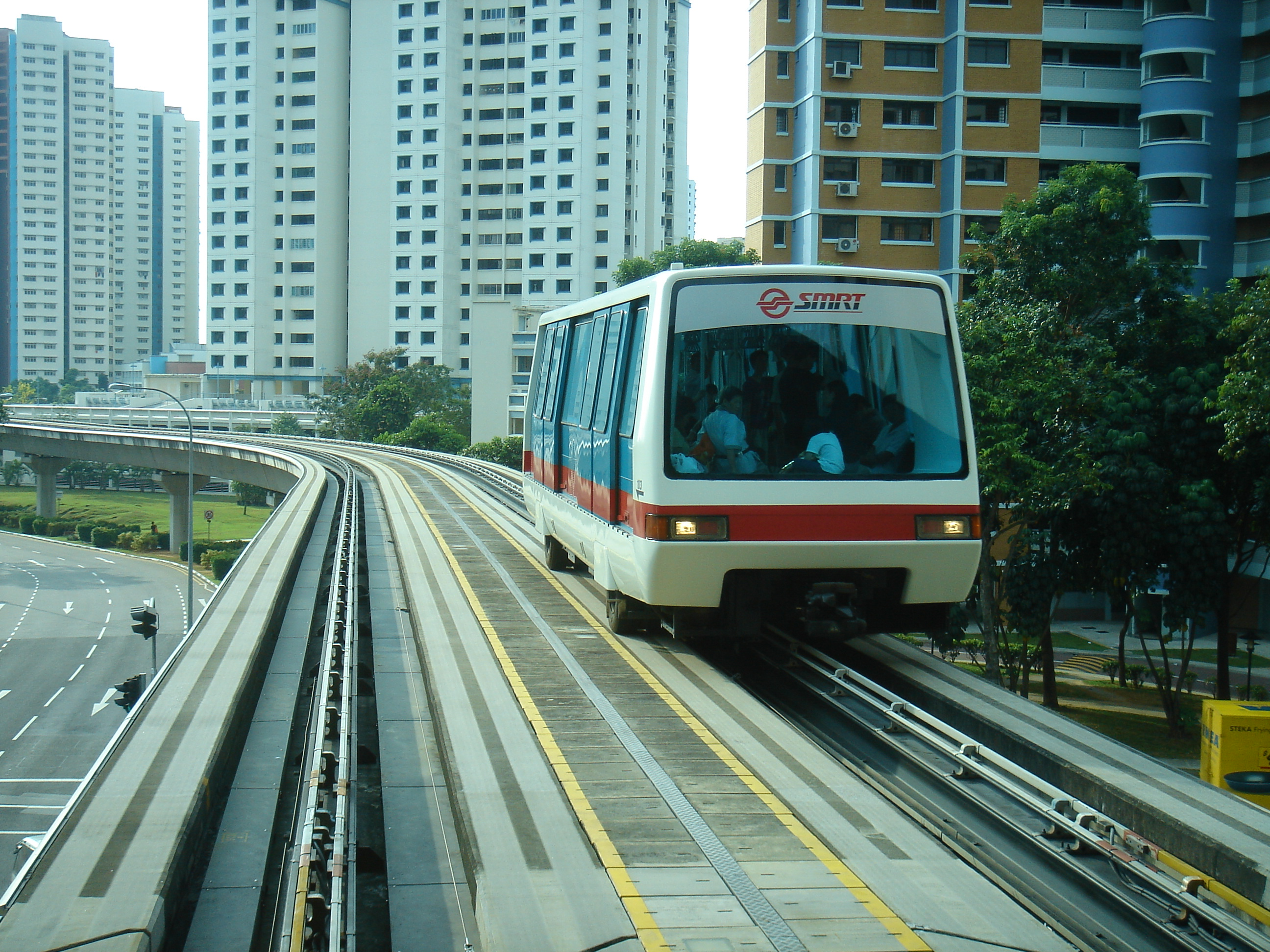
CX-100 der Bukit Panjang LRT in Singapur

Leitschienenbahnen existieren mittlerweile in mehreren Ländern.
- Großbritannien: Gatwick People Mover (1987)
- Großbritannien: London Stansted Airport (1991)
- Malaysia: Kuala Lumpur International Airport (1998)
- Singapur: Bukit Panjang LRT (1999)
- Italien: Aeroporto di Roma-Fiumicino (1999)
- Spanien: Madrid Barajas Airport People Mover (2006)